# Lena Milius

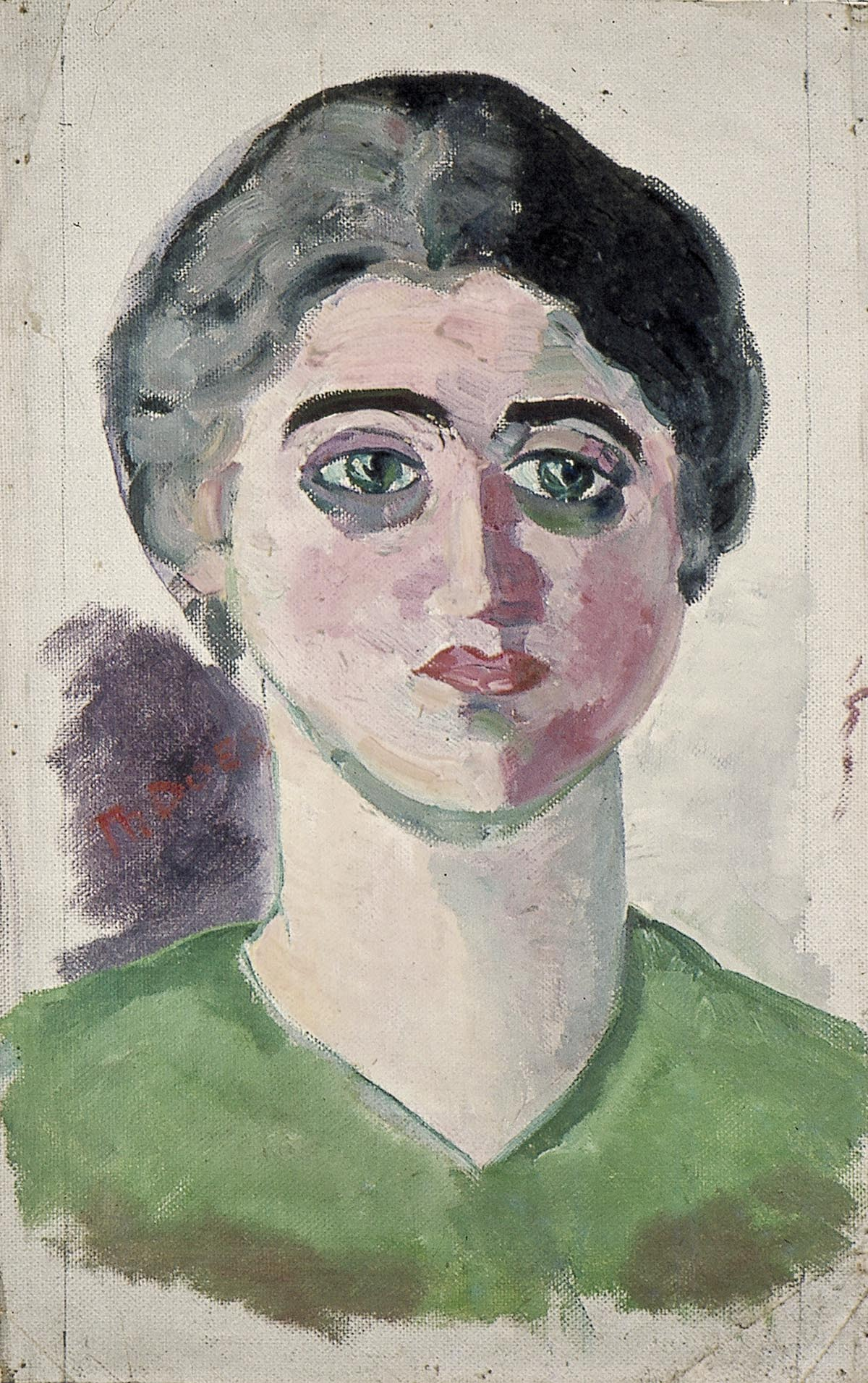
Theo van Doesburg. Portret van Lena Milius. Ca. 1915. Leiden, Stedelijk Museum De Lakenhal.

Helena Hermina Frederika (Lena) Milius (Zwolle, 24 januari 1889 – Den Haag, 11 juni 1969) was een Nederlandse boekhoudster en medewerkster van het tijdschrift De Stijl.
Milius werd geboren als dochter van Hendrik Christoffel Milius en Frederika Sophia Wilhelmina van Bijlevelt. Ze woonde met haar zus Frie op de Zomerstraat 11 in Tilburg, toen ze eind 1914 door haar collega Maurits Manheim voorgesteld werd aan kunstenaar Theo van Doesburg, die vanwege de mobilisatie gelegerd was in de buurt van Tilburg. Hoewel Van Doesburg op dat moment getrouwd was met Agnita Feis, begonnen de twee een relatie. Hij droeg aan haar de gedichten 'Mijne liefde...' en 'Uwe liefde...' op, die op 30 januari en 20 februari 1915 in het tijdschrift Eenheid gepubliceerd werden. Ook inspireerde ze hem tot het maken van een aantal kunstwerken – hij noemde haar 'mijn muze – met als hoogtepunt een 'glas-in-lood-compositie', dat hij ontwierp in mei 1917.

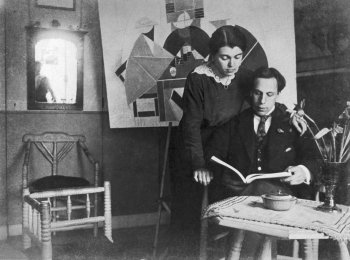
Van Doesburg en Lena Milius in atelier Kort Galgewater met op de achtergrond een nog onvoltooide Kaartspelers. April 1917.

Op 30 mei 1917 trouwden ze, na zich in april dat jaar gevestigd te hebben aan het Kort Galgewater in Leiden, waar Van Doesburg eind 1917 het tijdschrift De Stijl oprichtte. In april 1921 vestigde haar man zich in Weimar, in de hoop daar aangenomen te worden als Bauhaus-docent. In juni 1922 verhuisde ze naar de Klimopstraat in het door Jan Wils ontworpen complex Berg en Daal in Den Haag, vanwaaruit ze vanaf die maand ook de administratie van De Stijl op zich nam. Inmiddels was Van Doesburg een relatie begonnen met de pianiste Nelly van Moorsel, waardoor ze 31 januari 1923 van hem scheidde. Milius heeft daarna contact met hem gehouden en ze stond hem bij met raad en daad. Ook bevond zich in haar huis aan de Klimopstraat in Den Haag veel van zijn werk, dat ze van hem gekregen had of later van hem kocht. Een deel hiervan ging in 1945 echter in vlammen op tijdens het bombardement op het Bezuidenhout, waaronder de schilderijen Compositie IV (stilleven) en Compositie XXV.
In 1931 woonde ze met Nelly van Doesburg als enigen de crematie van Van Doesburg bij. Ze schreef hierover aan haar vriend Antony Kok: 'Ik ben er naar toe gegaan om voorgoed afscheid van Does te nemen én omdat Nelly hem zoo heel gelukkig heeft gemaakt'. Na de oorlog was Lena Milius een belangrijke bron voor historici als ooggetuige van de vroege jaren van De Stijl. 'Het is merkwaardig hoe levend de belangstelling voor Does en De Stijl nog steeds is en hoe die zelfs de laatste tijd nog opleeft', schreef ze in 1967 aan Nelly.